# Konstadínos Baniótis
Konstadínos Baniótis (parfois Kostantinos, en grec moderne : Κωνσταντίνος "Κώστας" Μπανιώτης, né le 6 novembre 1986 à Komotiní) est un athlète grec, spécialiste du saut en hauteur.

## Carrière
Le 16 juin 2007, il franchit 2,23 m dans le Stade olympique d'Athènes, record qu'il porte à 2,27 m un an plus tard dans le même stade. Lors des Championnats d'Europe par équipes à Leiria, il franchit 2,28 m, année où il remporte avec la même hauteur la médaille d'argent aux Jeux méditerranéens 2009 à Pescara.
Sa meilleure performance en salle est de 2,29 m à Turin le 7 mars 2009 lors des Championnats d'Europe d'athlétisme en salle 2009 (les 2e ex æquo ont franchi la même barre). Il a également réalisé son record de 2,28 m à Leiria lors des Championnats d'Europe d'athlétisme par équipes 2009 le 20 juin 2009, en terminant 6e.
En 2011, il franchit deux fois la barre de 2,28 m, une première fois à Prague en juin, puis à Daegu 2011.
En 2012, il représente la Grèce aux Jeux olympiques de Londres. En juin 2013 il remporte le titre, avec le record des Jeux en 2,34 m, les Jeux méditerranéens à Mersin. Le 20 juin 2015, il franchit 2,28 m à Héraklion lors des Championnats d'Europe par équipes, second derrière Jaroslav Bába, mesure qui lui donne le minima pour les Championnats du monde de Pékin puis se classe troisième des Championnats des Balkans avec 2,24 m. Lors des qualifications pour la finale des Championnats du monde à Pékin, il franchit 2,31 m, la mesure de qualification immédiate où il termine dernier de la finale (2,20 m).
Le 7 février à Třinec, Baniotis franchit 2,31 m, à seulement un centimètre de son record. Il échoue à 2,33 m et se classe second du concours derrière l'Italien Gianmarco Tamberi. Le 13 février 2016, il porte son record en salle à 2,33 m au Pirée (stade P&F). Le 19 mars 2016, Baniótis se classe 5e de la finale des championnats du monde en salle de Portland avec 2,29 m, échouant de peu à 2,33 m.
Le 10 juillet, le Grec se classe 6e des Championnats d'Europe d'Amsterdam avec 2,24 m.
Le 27 mai 2018, il franchit 2,31 m à Salonique.
Le 9 août 2018, il se qualifie de justesse pour la finale des Championnats d'Europe d'athlétisme 2018, en réalisant 2,21 m au 1er essai (10e ex-æquo).

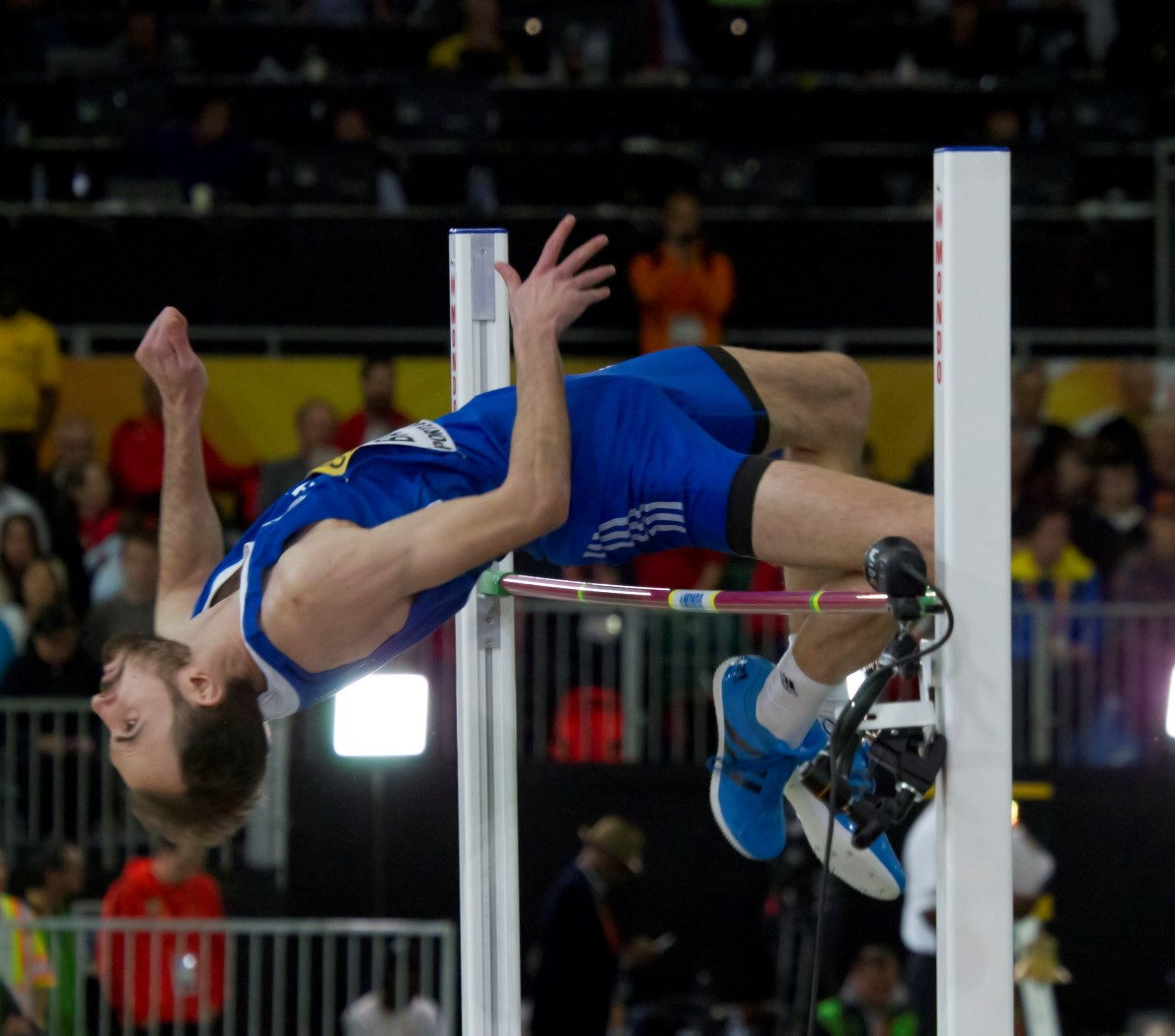
Baniótis lors des mondiaux en salle 2016

## Palmarès
| Date | Compétition                       | Lieu             | Résultat | Marque  |
| ---- | --------------------------------- | ---------------- | -------- | ------- |
| 2007 | Championnats d'Europe espoirs     | Debrecen         | 12e      | 2,14 m  |
| 2007 | Universiade                       | Bangkok          | 7e       | 2,15 m  |
| 2009 | Championnats d'Europe en salle    | Turin            | 6e       | 2,29 m  |
| 2009 | Championnats d'Europe par équipes | Leiria           | 6e       | 2,28 m  |
| 2009 | Jeux méditerranéens               | Pescara          | 2e       | 2,28 m  |
| 2010 | Championnats d'Europe par équipes | Bergen           | 5e       | 2,22 m  |
| 2010 | Championnats d'Europe             | Barcelone        | 8e       | 2,23 m  |
| 2011 | Championnats d'Europe en salle    | Paris            | 4e       | 2,32 m  |
| 2012 | Championnats du monde en salle    | Istanbul         | 4e       | 2,31 m  |
| 2013 | Championnats d'Europe en salle    | Göteborg         | 9e       | 2,19 m  |
| 2013 | Jeux méditerranéens               | Mersin           | 1er      | 2,34 m  |
| 2013 | Championnats du monde             | Moscou           | 9e       | 2,25 m  |
| 2013 | Ligue de diamant                  | Ligue de diamant | 3e       | détails |
| 2015 | Championnats d'Europe par équipes | Heraklion        | 2e       | 2,28 m  |
| 2015 | Championnats des Balkans          | Pitești          | 3e       | 2,24 m  |
| 2015 | Championnats du monde             | Pékin            | 14e      | 2,20 m  |
| 2016 | Championnats du monde en salle    | Portland         | 5e       | 2,29 m  |
| 2016 | Championnats des Balkans          | Pitesti          | 2e       | 2,23 m  |
| 2016 | Championnats d'Europe             | Amsterdam        | 6e       | 2,24 m  |
| 2017 | Championnats d'Europe par équipes | Lille            | 4e       | 2,22 m  |
| 2017 | Championnats des Balkans          | Novi Pazar       | 1er      | 2,14 m  |
| 2018 | Championnats des Balkans en salle | Istanbul         | 1er      | 2,22 m  |
| 2018 | Jeux méditerranéens               | Tarragone        | 2e       | 2,23 m  |
| 2018 | Championnats des Balkans          | Stara Zagora     | 3e       | 2,21 m  |
| 2018 | Championnats d'Europe             | Berlin           | 10e      | 2,19 m  |
| 2019 | Championnats d'Europe en salle    | Glasgow          | 2e       | 2,26 m  |
| 2019 | Championnats d'Europe par équipes | Bydgoszcz        | 8e       | 2,12 m  |

## Records
| Épreuve         | Épreuve      | Performance | Lieu     | Date            |
| --------------- | ------------ | ----------- | -------- | --------------- |
| Saut en hauteur | En plein air | 2,34 m      | Mersin   | 27 juin 2013    |
| Saut en hauteur | En salle     | 2,33 m      | Le Pirée | 13 février 2016 |